# Naji al-Jerf
Naji al-Jerf (en arabe, ناجي الجرف) est un journaliste, éditeur, réalisateur et activiste syrien, probablement né aux alentours de 1977 à Salamyeh. 
Engagé à la fois contre le régime d'Assad et l'État islamique, il meurt assassiné le 27 décembre 2015 à Gaziantep, en Turquie, à l'âge de 38 ans,,,. 

## Biographie
Naji al-Jerf est directeur de la revue mensuelle Hentah. Il est le formateur du groupe activiste Raqqa Is Being Slaughtered Silently (en français : Raqqa se fait massacrer silencieusement), Raqqa étant devenue la capitale de l'autoproclamé État islamique. Naji al-Jerf publie, le 15 décembre 2015, le documentaire ISIL in Aleppo (en arabe : داعش في حلب, en français : Daesh à Alep, aussi appelé Alep sous Daesh),,. Ce documentaire, témoignant des exactions commises pas l'État islamique à Alep, est publié sur YouTube, où il compte plus de 50 000 vues au 31 décembre 2015.

### Tentatives d'assassinat
Naji al-Jerf échappe à plusieurs tentatives d'assassinat. Les services de sécurité turcs en déjouent deux, l'une d'elles en désamorçant un explosif placé sous sa voiture.

## Assassinat
Naji al-Jerf est mort assassiné le 27 décembre 2015, par un tireur équipé d'un silencieux, à 15 h 20 dans le centre de Gaziantep. Le journaliste, ayant obtenu son visa, s'apprêtait alors à émigrer en France via un vol de la compagnie aérienne Turkish Airlines.
L'État islamique revendique cet assassinat le soir-même. Le groupe djihadiste avait également revendiqué l'assassinat de deux de ses collègues, Ibrahim Abdelkader et Farès Hamadi, poignardés et décapités dans leur appartement de Şanlıurfa le 29 octobre 2015,,.